# Stará Halič
Stará Halič este o comună slovacă, aflată în districtul Lučenec din regiunea Banská Bystrica, pe malul râului Tuhársky potok⁠(d). Localitatea se află la altitudinea de 251 m deasupra n.m., se întinde pe o suprafață de 17,6 km2 și în 2017 număra 673 de locuitori.

## Istoric
Localitatea Stará Halič este atestată documentar din 1350.

## Demografie
| An:                | 1994 | 2004   | 2014   | 2024   |
| ------------------ | ---- | ------ | ------ | ------ |
| Număr de persoane: | 635  | 667    | 685    | 662    |
| Diferență:         |      | +5,03% | +2,69% | −3,35% |

| An:                | 2023 | 2024   |
| ------------------ | ---- | ------ |
| Număr de persoane: | 645  | 662    |
| Diferență:         |      | +2,63% |